# John Arne Riise
John Arne Semundseth Riise (Ålesund, 22 de setembro de 1980) é um ex futebolista norueguês que jogava como lateral-esquerdo. 
É o irmão mais velho do também futebolista Bjørn Helge Riise . É famoso pelos seu fortes chutes, cobranças de falta e raça.
Riise é recordista de jogos pela seleção norueguesa com 110 partidas e 16 gols.

## Carreira

### Aalesund e Monaco
Foi revelado pelo Aalesunds, do seu país natal, onde atuou por uma temporada. Chamou a atenção do futebol de países com campeonatos de mais expressão, sendo contratado pelo Monaco, da França, onde atuou entre 1998 e 2001.
Ele foi fundamental no título da Ligue 1 1999/00, porém, após receber várias propostas de grandes clubes europeus e admitir publicamente o desejo de sair do clube francês, em 2001, teve uma discussão com o treinador Claude Puel.
Após a discussão com seu próprio treinador, era claro que Riise não permaneceria no Monaco.

### Liverpool

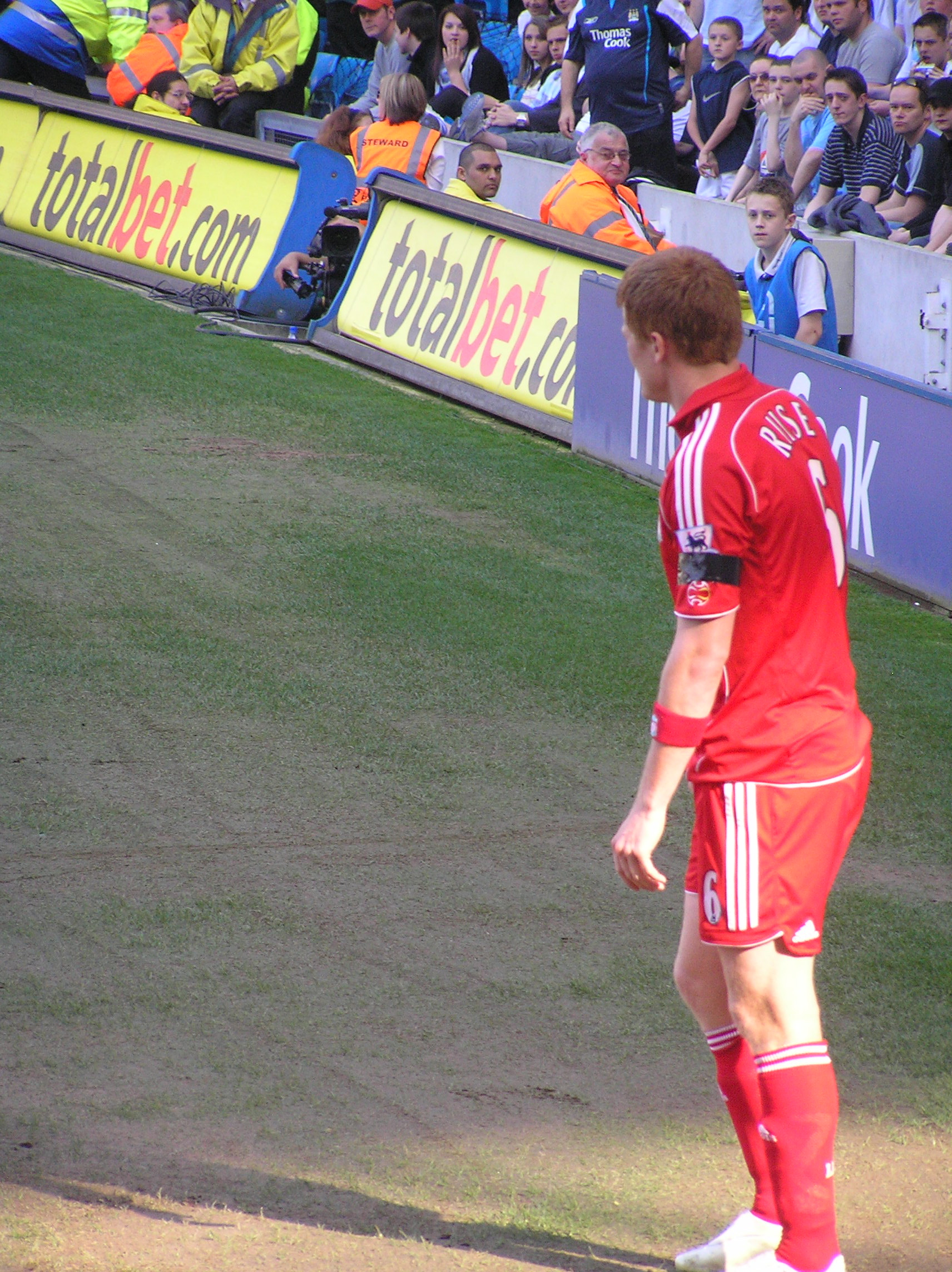
Riise atuando pelo Liverpool.

Surgiram propostas de vários clubes da Premier League inglesa, como Fulham, Leeds United e o Liverpool, que venceu a disputa e o contratou no Verão de 2001, por £4 milhões.
No clube inglês, passou pelo auge de sua carreira. Foi fundamental na final da UEFA Champions League 2004/05, ao efetuar um cruzamento para Steven Gerrard marcar um gol e ajudar o Liverpool a ser campeão nas disputas de pênaltis daquela histórica final, onde o clube reverteu um resultado de 3 a 0 em apenas 45 minutos contra o Milan, da Itália.
Riise entrou no top 50 de mais partidas pelo Liverpool em todos os tempos na vitória por 5 a 0 sobre o Luton Town, em 15 de Janeiro de 2008.
Em 22 de Abril de 2008, na semifinal da Champions League 2007/08, contra o Chelsea, em Anfield Road, Riise marcou um gol-contra, empatando o jogo aos 95 minutos. Na partida de volta, em Stamford Bridge, o Liverpool acabou eliminado ao ser derrotado por 3 a 2. Riise foi muito criticado pela torcida devido ao gol-contra que culminou na eliminação dos reds, e as chances de permanência no clube para a temporada seguinte eram quase nulas, ainda mais pelo fato de sua vaga de titular na lateral-esquerda ter sido assumida pelo brasileiro Fábio Aurélio, que vinha se destacando.

### AS Roma
Ao final da temporada 2007/08, transferiu-se do Liverpool para a Roma, em 18 de Junho de 2008, assinando o contrato de quatro anos pelo valor de £3 milhões, conforme anunciado no site do clube italiano.
Marcou seu primeiro gol pela Roma na partida contra o então líder da Serie A Internazionale. Dois meses depois, ele voltaria a marcar no mesmo estádio contra o Milan, com uma impressionante cobrança de falta no canto superior direito. No mesmo jogo, também deu a assistência que marcou o segundo gol da Roma. Riise foi eleito o homem do jogo, que terminou com o placar de 3 a 2 a favor da Roma.

### Fulham
Em 13 de julho de 2011, foi anunciada a contratação de Riise por parte do Fulham, da Inglaterra. Com isso, John atuou ao lado de seu irmão Bjørn durante alguns meses até ele se transferir para a Noruega. No time de Londres Riise manteve sua titularidade na lateral esquerda durante a temporada 2011/2012 e 2012/2013.
Na temporada de 2013/2014 Riise teve uma queda no seu rendimento indo para a reserva no meio da temporada. No fim da temporada com o rebaixamento do Fulham  houve boatos da rescisão de seu contrato.
No dia 23 de maio de 2014 foi anunciado o fim do contrato de Riise com o Fulham.

### APOEL
Acertou no dia 1 de setembro de 2014, acertou com o APOEL por 2 anos. Na sua única temporada no clube cipriota, atuou com regularidade ganhando o campeonato nacional e a copa nacional. No final da temporada 2014/2015 acertou sua dia para o futebol indiano.

## Vida pessoal
Riise se casou com sua namorada de infância, a modelo norueguesa Guri Havnevik, em 2003. Com Guri, teve uma filha chamada Ariana, nascida em Janeiro de 2001. John tem o nome de Ariana tatuado em seu braço direito. Riise e Guri se divorciaram em 2004.
Em 2005, após sua separação com Guri, Riise criou polêmica na imprensa norueguesa, quando se verificou que ele tinha recentemente trocado mensagens de texto com o celular de uma suposta celebridade e socialite de seu país. Ele foi apelidado de SMS-kongen ("O Rei do SMS", em norueguês).
Em Outubro de 2007, quando ainda atuava pelo Liverpool, os detalhes da folha de pagamento de Riise vazaram na rede, após ter sido encontrada de seu contentor de lixo, revelando o seu salário mensal de aproximadamente £82.500.
Atualmente é noivo de Maria Elvegard. O segundo casamento de Riise foi primeiramente marcado para o Verão de 2008, mas a data teve que ser adiada devido à sua mudança para Roma. Em 4 de Agosto de 2009, Maria deu à luz a primeira criança do casal e a segunda de Riise, chamada Emma. John fez mais uma tatuagem contendo o nome de Emma e sua data de nascimento em seu braço esquerdo.

## Estatísticas
Até 13 de julho de 2011.

### Clubes
| Temporada         | Clube             | Liga  | Liga | Copa  | Copa | Copa da Liga | Copa da Liga | Competições europeias | Competições europeias | Total | Total |
| Temporada         | Clube             | Jogos | Gols | Jogos | Gols | Jogos        | Gols         | Jogos                 | Gols                  | Jogos | Gols  |
| ----------------- | ----------------- | ----- | ---- | ----- | ---- | ------------ | ------------ | --------------------- | --------------------- | ----- | ----- |
| 1997              | Aalesund          | 8     | 1    | –     | –    | –            | –            | –                     | –                     | 8     | 1     |
| 1998              | Aalesund          | 17    | 4    | –     | –    | –            | –            | –                     | –                     | 17    | 4     |
| Total             | Total             | 25    | 5    | –     | –    | –            | –            | –                     | –                     | 25    | 5     |
| 1998-99           | Monaco            | 7     | 0    | 0     | 0    | 0            | 0            | 1                     | 0                     | 8     | 0     |
| 1999-00           | Monaco            | 21    | 1    | 0     | 0    | 0            | 0            | 6                     | 1                     | 27    | 2     |
| 2000-01           | Monaco            | 16    | 3    | 0     | 0    | 2            | 0            | 2                     | 0                     | 20    | 3     |
| Total             | Total             | 44    | 4    | 0     | 0    | 2            | 0            | 9                     | 1                     | 55    | 5     |
| 2001-02           | Liverpool         | 38    | 7    | 2     | 0    | 0            | 0            | 15                    | 1                     | 55    | 8     |
| 2002-03           | Liverpool         | 37    | 6    | 3     | 0    | 4            | 0            | 11                    | 0                     | 55    | 6     |
| 2003-04           | Liverpool         | 28    | 0    | 1     | 0    | 2            | 0            | 4                     | 0                     | 35    | 0     |
| 2004-05           | Liverpool         | 37    | 6    | 0     | 0    | 5            | 1            | 15                    | 1                     | 57    | 8     |
| 2005-06           | Liverpool         | 32    | 1    | 6     | 3    | 0            | 0            | 12                    | 0                     | 50    | 4     |
| 2006-07           | Liverpool         | 33    | 1    | 1     | 0    | 1            | 1            | 11                    | 2                     | 46    | 4     |
| 2007-08           | Liverpool         | 29    | 0    | 2     | 0    | 2            | 0            | 8                     | 0                     | 41    | 0     |
| Total             | Total             | 234   | 21   | 15    | 3    | 16           | 2            | 76                    | 4                     | 339   | 30    |
| 2008-09           | Roma              | 31    | 2    | 3     | 0    | –            | –            | 8                     | 0                     | 42    | 2     |
| 2009-10           | Roma              | 36    | 5    | 3     | 0    | –            | –            | 11                    | 2                     | 49    | 8     |
| 2010-11           | Roma              | 32    | 0    | 4     | 0    | –            | –            | 5                     | 0                     | 41    | 0     |
| Total             | Total             | 99    | 7    | 10    | 0    | –            | –            | 24                    | 2                     | 132   | 9     |
| 2011-12           | Fulham            | 36    | 0    | –     | –    | –            | –            | 5                     | 0                     | 41    | 0     |
| 2012-13           | Fulham            | 31    | 0    | 1     | 0    | 0            | 0            | 0                     | 0                     | 32    | 0     |
| 2013-14           | Fulham            | 20    | 0    | 2     | 0    | 3            | 0            | 0                     | 0                     | 25    | 0     |
| Total             | Total             | 87    | 0    | 3     | 0    | 3            | 0            | 5                     | 0                     | 98    | 0     |
| 2014-15           | APOEL             | 25    | 4    | 4     | 2    | –            | –            | 1                     | 0                     | 30    | 6     |
| Total             | Total             | 25    | 4    | 4     | 2    | –            | –            | 1                     | 0                     | 30    | 6     |
| 2015              | Delhi Dynamos     | 15    | 1    | –     | –    | –            | –            | 0                     | 0                     | 15    | 1     |
| Total             | Total             | 15    | 1    | 0     | 0    | 0            | 0            | 0                     | 0                     | 15    | 1     |
| Total na carreira | Total na carreira | 537   | 43   | 32    | 5    | 19           | 2            | 115                   | 7                     | 704   | 57    |

### Seleção Norueguesa
| Ano   |       |      |
| Ano   | Jogos | Gols |
| ----- | ----- | ---- |
| 2000  | 7     | 1    |
| 2001  | 4     | 0    |
| 2002  | 9     | 2    |
| 2003  | 11    | 0    |
| 2004  | 10    | 0    |
| 2005  | 10    | 2    |
| 2006  | 6     | 0    |
| 2007  | 11    | 2    |
| 2008  | 8     | 1    |
| 2009  | 9     | 4    |
| 2010  | 7     | 1    |
| 2011  | 8     | 1    |
| 2012  | 8     | 2    |
| 2013  | 2     | 0    |
| Total | 110   | 16   |

Gols marcados
| #   | Data                    | Local                  | Adversário           | Placar | Resultado | Competição      |
| --- | ----------------------- | ---------------------- | -------------------- | ------ | --------- | --------------- |
| 1.  | 23 de Fevereiro de 2000 | Istambul, Turquia      | Turquia              | 2–0    | Vitória   | Amistoso        |
| 2.  | 7 de Setembro de 2002   | Oslo, Noruega          | Dinamarca            | 2–2    | Empate    | Elim. Euro 2004 |
| 3.  | 16 de Outubro de 2002   | Oslo, Noruega          | Bósnia e Herzegovina | 2–0    | Vitória   | Elim. Euro 2004 |
| 4.  | 9 de Fevereiro de 2005  | Valeta, Malta          | Malta                | 3–0    | Vitória   | Amistoso        |
| 5.  | 8 de Junho de 2005      | Estocolmo, Suécia      | Suécia               | 3–2    | Vitória   | Amistoso        |
| 6.  | 2 de Junho de 2007      | Oslo, Noruega          | Malta                | 4–0    | Vitória   | Elim. Euro 2008 |
| 7.  | 12 de Setembro de 2007  | Oslo, Noruega          | Grécia               | 2–2    | Empate    | Elim. Euro 2008 |
| 8.  | 28 de Maio de 2008      | Oslo, Noruega          | Uruguai              | 2–2    | Empate    | Amistoso        |
| 9.  | 1 de Abril de 2009      | Oslo, Noruega          | Finlândia            | 3–2    | Vitória   | Amistoso        |
| 10. | 12 de Agosto de 2009    | Oslo, Noruega          | Escócia              | 4–0    | Vitória   | Elim. Copa 2010 |
| 11. | 5 de Setembro de 2009   | Reiquiavique, Islândia | Islândia             | 1–1    | Empate    | Elim. Copa 2010 |
| 12. | 9 de Setembro de 2009   | Oslo, Noruega          | Macedônia do Norte   | 2–1    | Vitória   | Elim. Copa 2010 |
| 13. | 8 de Outubro de 2010    | Larnaca, Chipre        | Chipre               | 1–2    | Vitória   | Elim. Euro 2012 |
| 14. | 10 de Agosto de 2011    | Oslo, Noruega          | Tchéquia             | 3–0    | Vitória   | Amistoso        |
| 15. | 15 de Agosto de 2012    | Oslo, Noruega          | Grécia               | 2–3    | Derrota   | Amistoso        |
| 16. | 11 de Setembro de 2012  | Oslo, Noruega          | Eslovênia            | 2–3    | Vitória   | Elim. Copa 2014 |

## Títulos
Monaco
- Ligue 1: 1999/00
- Trophée des Champions: 2000/01

Liverpool
- FA Cup: 2005/06
- Carling Cup: 2002/03
- UEFA Champions League: 2004/05
- FA Community Shield: 2001 e 2006
- UEFA Super Cup: 2001 e 2005

APOEL
- Campeonato Cipriota: 2014–15
- Copa do Chipre: 2014-2015

### Prêmios individuais
- Jogador norueguês do ano: 2006